# Rio Mera
O rio Mera ou rio Maira é um rio com 50 km de comprimento, que nasce nas vertentes do  Piz Duan, no cantão suíço dos Grisões, percorre a vale Bregaglia na direção este-oeste, entrando na Itália (Província de Sondrio) logo após Castasegna. Em Chiavenna vira para sul e forma o lago de Mezzola, seguindo pela reserva natural Pian di Spagna - Lago di Mezzola e desagua no lago de Como perto de Sorico (Província de Como). Os principais afluentes são o rio Liro, que forma o vale San Giacomo, e o rio Boggia, ambos pela margem direita.
É chamado Maira na Suíça, e Mera em Itália. A particular cor verde que as suas águas adquirem durante o percurso para o lago de Como é devida à presença de cristais de silício, fruto da fragmentação das rochas graníticas intrusivas presentes no leito do rio.
Os municípios atravessados pelo rio são:
- na Suíça: Bregaglia
- em Itália: Villa di Chiavenna, Piuro, Chiavenna, Prata Camportaccio, Mese, Gordona, Samolaco, Sorico, Novate Mezzola e Gera Lario